# 三硫化二铑
三硫化二铑是一种无机化合物，化学式为Rh2S3。它可由铑和硫在高温反应制得；也可由十六羰基六铑和硫粉在水或二甲苯中的溶剂热反应制得。
它是一些化合物的晶体结构原型，属于Rh2S3结构的化合物有Rh2Se3、Ir2S3、高压相Sn2N2O等。